# Natriumhydrogensulfat
Natriumhydrogensulfat (NaHSO4) ist ein saures Natriumsalz der Schwefelsäure. Als Anion enthält es das Hydrogensulfat-Ion. Es wird auch als primäres oder saures Natriumsulfat bezeichnet; ein älterer Name ist Natriumbisulfat.

## Herstellung
- Die Synthese von Natriumhydrogensulfat gelingt durch Einwirkung mäßig warmer, konzentrierter Schwefelsäure auf Natriumchlorid. Als Nebenprodukt entsteht das Gas Chlorwasserstoff:

{\displaystyle \mathrm {H_{2}SO_{4}\;_{(l)}+NaCl\;_{(s)}\longrightarrow NaHSO_{4}\;_{(s)}+HCl\;_{(g)}} }
- Konzentrierte Schwefelsäure auf Natriumhydroxid tropfen, bis ein Überschuss der Schwefelsäure entsteht. Durch die Wärme entweicht das Wasser. Es bleibt das gewünschte Monohydrat zurück, sofern es nicht zu heiß wird.

{\displaystyle \mathrm {H_{2}SO_{4}\;_{(l)}+NaOH\;_{(s)}\longrightarrow NaHSO_{4}\;_{(s)}+H_{2}O\;_{(g)}} }
- Schwefelsäure auf Natriumcarbonat oder Natriumhydrogencarbonat tropfen, bis kein Gas mehr entweicht. Das entstehende Wasser muss im Exsikkator entfernt werden. Durch Eindampfen der Lösung entsteht in den meisten Fällen auch Natriumdisulfat. Dieses kann mit Wasser befeuchtet und anschließend im Exsikkator getrocknet werden.

In Europa produziert die Grillo-Werke AG als größter Anbieter am Standort Industriepark Höchst in Frankfurt am Main.

## Eigenschaften
Der weiße, kristalline Feststoff löst sich leicht unter Bildung einer sauren Lösung in Wasser:
{\displaystyle \mathrm {NaHSO_{4}\;_{(s)}+H_{2}O\;_{(l)}\rightarrow } } {\displaystyle \mathrm {Na^{+}\;_{(aq)}+SO_{4}^{2-}\;_{(aq)}+H_{3}O^{+}\;_{(aq)}} }
Erhitzt man das saure Natriumhydrogensulfat, so wandelt es sich unter Abgabe von Wasser (Dehydratisierung) in Natriumdisulfat um:
{\displaystyle \mathrm {2\;NaHSO_{4}\;_{(s)}\longrightarrow Na_{2}S_{2}O_{7}\;_{(s)}+H_{2}O\;_{(g)}} }
Bei weiterem Erhitzen zerfällt das Natriumdisulfat in Natriumsulfat und Schwefeltrioxid:

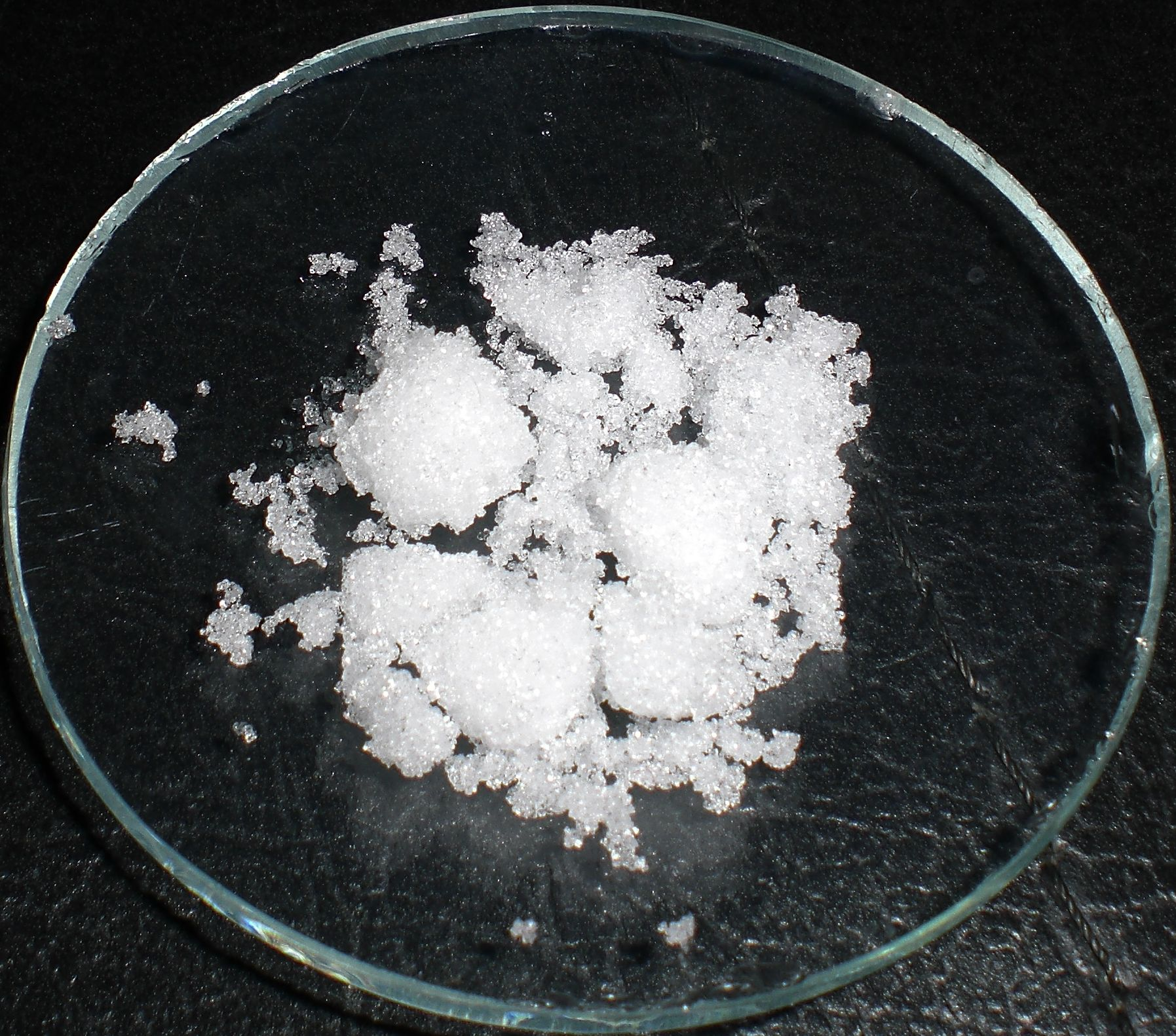
Probe von Natriumhydrogensulfat. Der Stoff ist stark hygroskopisch, so dass es, wie auf dem Bild zu sehen, zur Bildung von Klumpen kommt, die nur schwer wieder zu zerkleinern sind.

{\displaystyle \mathrm {Na_{2}S_{2}O_{7}\;_{(s)}\longrightarrow Na_{2}SO_{4}\;_{(s)}+SO_{3}\;_{(g)}} }

## Verwendung
Natriumhydrogensulfat wird zur Senkung des pH-Wertes in Schwimmbecken verwendet, wenn das Wasser zu alkalisch geworden ist.
Es ist Hauptbestandteil von sauren Reinigern für Haushalt und Industrie.
In der Lebensmitteltechnologie dient es als Festigungsmittel, Säureregulator und Trägersubstanz.
Natriumhydrogensulfat und Natriumsulfat sind in der EU als Lebensmittelzusatzstoff der Nummer E 514 ohne Höchstmengenbeschränkung (quantum satis) für Lebensmittel allgemein zugelassen.
Verwendung findet es auch als Einstreubehandlung bei der Hühnerzucht.